# Slovan Liberec
Der FC Slovan Liberec (offiziell: FC Slovan Liberec a.s.) ist ein tschechischer Fußballklub aus der nordböhmischen Stadt Liberec.

## Geschichte
Der Verein TJ Slovan Liberec wurde am 12. Juli 1958 gegründet, als Jiskra Liberec und Slavoj Liberec fusionierten. Jiskra ging aus dem 1910 gegründeten SK Sparta Ober Rosenthal hervor. Slavoj hingegen war 1953 als Nachfolger des 1945 gegründeten SK Čechie Liberec entstanden.
Sparta Ober Rosenthal bestand keine zwei Jahre. 1912 wurde der Nachfolger FK Rapid Ober Rosenthal ins Leben gerufen. Etwa zehn Jahre später übernahm die damalige tschechische Minderheit den Klub, der fortan als SK Rapid Horní Růžodol antrat.
Der in grün-weißen Hemden spielenden Mannschaft gelang 1928 der Aufstieg in die höchste Amateurspielklasse. Infolge des Münchner Abkommens vom September 1938 wurden alle tschechischen Organisationen und Vereine aufgelöst.
Die erneute Gründung als Rapid Liberec folgte unmittelbar nach dem Ende des Zweiten Weltkriegs 1945. Rapid wurde in die vierthöchste Spielklasse eingeteilt, aus der die Mannschaft 1947/48 aufsteigen konnte. Der erste Platz im Herbst 1948 war jedoch ohne Wert, da diese Runde nur gespielt wurde, um danach im Kalenderjahrmodus zu spielen. 1949 wurde Rapid Meister, blieb jedoch drittklassig, da eine neue landesweite zweite Liga gegründet wurde.
In diesem Jahr wurde der Verein in Kolora Liberec umbenannt. In der Spielzeit 1951 war Kolora neben 200 anderen Vereinen doch zweitklassig, da die landesweite 2. Liga nach nur einer Saison wieder abgeschafft worden war. Ein Jahr später gewann die Mannschaft ihre Gruppe und spielte in der Qualifikation zur 1. Liga. Dort setzte sich die Elf mit vier Siegen durch.
Der Aufstieg blieb Kolora allerdings dennoch verwehrt. Die kommunistischen Machthaber setzten eine totale Reorganisation des tschechischen Fußballs durch. In die erste Liga kamen Vereine danach aufgrund ihrer Betriebszugehörigkeit. In Liberec wurde der DSO Slavoj als Vertreter der Lebensmittelindustrie gegründet. Der Kader von Kolora Liberec sollte sich dem neuen Verein anschließen, doch die meisten Spieler und Funktionäre stellten sich gegen diese Entscheidung. Slavoj konnte dadurch keine erstligataugliche Mannschaft zusammenstellen. Neun Niederlagen in 13 Spielen bedeuteten für Slavoj schließlich den Abstieg.
Kolora, 1953 abermals umbenannt und nun als Jiskra Liberec antretend, schaffte im Jahre 1954 doch den Sprung in die höchste Spielklasse. Nur sieben Punkte aus 22 Spielen und der letzte Tabellenplatz zeigten, dass die Mannschaft aber deutlich überfordert war.
Jiskra Liberec fusionierte 1956 mit zwei weiteren Vereinen der Stadt, Slovan und Lokomotiva zu TJ Lokomotiva Liberec. Ein Jahr später kehrte der Verein zur Bezeichnung TJ Jiskra zurück.
Schließlich kam es 1956 zum Zusammenschluss von Jiskra und Slavoj, der neue Verein erhielt den Namen TJ Slovan Liberec.
Auch Slovan spielte lange Jahre in unteren Ligen, erst 1970 gelang der Aufstieg in die 2. Liga der damaligen Tschechoslowakei. Bis zur Auflösung der ČSFR spielte der Klub mal in der zweiten, mal in der dritten Liga.
1993, als mit der Gründung der souveränen Tschechischen Republik auch eine eigenständige tschechische Liga eingeführt wurde, gelang dem Verein der Aufstieg in die 1. Liga, aus der er seitdem nicht abgestiegen ist. In den 1990er Jahren erreichte Slovan Liberec zumeist einen Platz im vorderen Mittelfeld der Tabelle. 2002 wurde Slovan Liberec als erste Nicht-Prager Mannschaft tschechischer Fußballmeister. In der Folgesaison 2002/03 belegte die Mannschaft den vierten Rang. In der Spielzeit 2004/05 wurden dem Verein als Folge eines ligaweiten Korruptionsskandals sechs Punkte abgezogen. Zwar erreichte Slovan mit 46 Punkten noch den fünften Platz, verpasste aber durch den Punktabzug – Sigma Olomouc als Tabellenvierter wies 51 Zähler auf – die Teilnahme am UEFA Intertoto Cup. 2006 wurde Slovan Liberec mit fünf Punkten Vorsprung auf Mladá Boleslav zum zweiten Mal Tschechischer Meister.
Das folgende Spieljahr schloss die Mannschaft auf Rang vier ab und qualifizierte sich dadurch für den Intertoto Cup. Dort schied man allerdings schon in der zweiten Runde mit 1:1 und 0:2 gegen den kasachischen Vertreter Tobol Qostanai aus.
In der Saison 2007/08 erreichte die Mannschaft das Endspiel um den Tschechischen Pokal, das sie jedoch mit 3:4 im Elfmeterschießen gegen Sparta Prag verlor.
Im Jahre 2012 schaffte der FC Slovan zum dritten Mal die Tschechische Meisterschaft. Unter Trainer Jaroslav Šilhavý gewannen die Liberecer im letzten Spiel der Saison die Meisterschaft mit einem 0:0-Unentschieden gegen Viktoria Pilsen.
Deshalb durfte der FC Slovan Liberec in der Qualifikation zur UEFA Champions League 2012/13 starten. In der zweiten Qualifikationsrunde wurde der kasachische Meister Schachtjor Qaraghandy knapp nach Verlängerung im Rückspiel besiegt. Gegen CFR Cluj hatte der tschechische Meister jedoch keine Chance und verlor beide Spiele. Daraufhin durfte das Team im Playoff der Europa League gegen den ukrainischen Club Dnipro Dnipropetrowsk spielen. Nach einem 2:2 zuhause verlor das Team um Jiří Štajner 4:2 in der Ukraine und durfte somit nicht an der Gruppenphase teilnehmen.
2013/14 nahm Slovan erneut an der Ausscheidungsrunde zur Europa League teil. Nachdem sich der Verein in den Qualifikationsrunden nacheinander gegen Skonto Riga, den FC Zürich und Udinese Calcio durchsetzen konnte, traf er in der Gruppe H auf den SC Freiburg, den FC Sevilla sowie auf GD Estoril Praia. Dort belegte die Mannschaft Platz zwei und trat somit im Sechzehntelfinale gegen AZ Alkmaar an. Doch durch ein 0:1 im Hinspiel und ein 1:1 in Alkmaar schieden die Liberecer aus.
Es folgte eine brisante und aufregende Spielzeit 2014/15, in der der Verein nur knapp dem Abstieg entging. Der ganze Gegensatz folge im Pokalwettbewerb, wo man im Finale nach Elfmeterschießen gegen den FK Jablonec gewann. Ab 2015 wird man im neugeschaffenen Future-Team-Wettbewerb teilnehmen.

## Vereinsnamen
- 1958 – TJ Slovan Liberec (Tělovýchovná jednota Slovan Liberec)
- 1980 – TJ Slovan Elitex Liberec (Tělovýchovná jednota Slovan Elitex Liberec)
- 1993 – FC Slovan Liberec (Football Club Slovan Liberec)
- 1993 – FC Slovan WSK Liberec (Football Club Slovan Wimpey-Severokámen Liberec, a.s., nach einem Klubsponsor)
- 1994 – FC Slovan WSK Vratislav Liberec (Football Club Slovan Wimpey-Severokámen Vratislav Liberec, a.s., Vratislav ist eine Biermarke)
- 1995 – FC Slovan Liberec, a.s. (Football Club Slovan Liberec, a.s.)

## Statistik

### Erfolge
- Tschechische Fußballmeisterschaft
  - Sieger: 2002, 2006, 2012
  - Dritter: 2009, 2013, 2016
- Tschechischer Fußballpokal
  - Sieger: 2000, 2015
  - Finalist: 1999, 2008, 2020
- Tschechischer Fußballsuperpokal
  - Finalist: 2012, 2015
- UEFA-Pokal
  - Viertelfinale: 2001/02

### Platzierungen in der tschechischen Liga
| Saison  | Platz |
| ------- | ----- |
| 1993/94 | 10.   |
| 1994/95 | 04.   |
| 1995/96 | 07.   |
| 1996/97 | 05.   |
| 1997/98 | 05.   |
| 1998/99 | 09.   |
| 1999/00 | 08.   |
| 2000/01 | 06.   |
| 2001/02 | 01.   |
| 2002/03 | 04.   |

| Saison  | Platz |
| ------- | ----- |
| 2003/04 | 06.   |
| 2004/05 | 05.   |
| 2005/06 | 01.   |
| 2006/07 | 04.   |
| 2007/08 | 06.   |
| 2008/09 | 03.   |
| 2009/10 | 09.   |
| 2010/11 | 07.   |
| 2011/12 | 01.   |
| 2012/13 | 03.   |

| Saison  | Platz |
| ------- | ----- |
| 2013/14 | 04.   |
| 2014/15 | 12.   |
| 2015/16 | 03.   |
| 2016/17 | 09.   |
| 2017/18 | 06.   |
| 2018/19 | 06.   |
| 2019/20 | 05.   |
| 2020/21 | 06.   |
| 2021/22 | 08.   |
| 2022/23 | 07.   |

## Europapokalbilanz
| Saison  | Wettbewerb            | Runde                  | Gegner                      | Gesamt          | Hin        | Rück          |
| ------- | --------------------- | ---------------------- | --------------------------- | --------------- | ---------- | ------------- |
| 2000/01 | UEFA-Pokal            | 1. Runde               | IFK Norrköping              | 4:3             | 2:2 (A)    | 2:1 (H)       |
| 2000/01 | UEFA-Pokal            | 2. Runde               | FC Liverpool                | 2:4             | 0:1 (A)    | 2:3 (H)       |
| 2001/02 | UEFA-Pokal            | 1. Runde               | ŠK Slovan Bratislava        | 2:1             | 2:0 (H)    | 0:1 (A)       |
| 2001/02 | UEFA-Pokal            | 2. Runde               | Celta Vigo                  | 4:3             | 1:3 (A)    | 3:0 (H)       |
| 2001/02 | UEFA-Pokal            | 3. Runde               | RCD Mallorca                | 5:2             | 3:1 (H)    | 2:1 (A)       |
| 2001/02 | UEFA-Pokal            | Achtelfinale           | Olympique Lyon              | 5:2             | 1:1 (A)    | 4:1 (H)       |
| 2001/02 | UEFA-Pokal            | Viertelfinale          | Borussia Dortmund           | 0:4             | 0:0 (H)    | 0:4 (A)       |
| 2002/03 | UEFA Champions League | 3. Qualifikationsrunde | AC Mailand                  | (a)3:3(a)       | 0:1 (A)    | 2:1 (H)       |
| 2002/03 | UEFA-Pokal            | 1. Runde               | Dinamo Tiflis               | 4:2             | 3:2 (H)    | 1:0 (A)       |
| 2002/03 | UEFA-Pokal            | 2. Runde               | Ipswich Town                | 1:1 (4:2 i. E.) | 0:1 (A)    | 1:0 n. V. (H) |
| 2002/03 | UEFA-Pokal            | 3. Runde               | Panathinaikos Athen         | 2:3             | 2:2 (H)    | 0:1 (A)       |
| 2003    | UEFA Intertoto Cup    | 2. Runde               | Shamrock Rovers             | 4:0             | 2:0 (H)    | 2:0 (A)       |
| 2003    | UEFA Intertoto Cup    | 3. Runde               | Racing Santander            | 3:1             | 1:0 (A)    | 2:1 (H)       |
| 2003    | UEFA Intertoto Cup    | Halbfinale             | FC Schalke 04               | 1:2             | 1:2 (A)    | 0:0 (H)       |
| 2004    | UEFA Intertoto Cup    | 2. Runde               | FK ZTS Dubnica              | 7:1             | 2:1 (A)    | 5:0 (H)       |
| 2004    | UEFA Intertoto Cup    | 3. Runde               | Roda JC Kerkrade            | 2:1             | 1:0 (H)    | 1:1 n. V. (A) |
| 2004    | UEFA Intertoto Cup    | Halbfinale             | FC Nantes                   | (a)2:2(a)       | 1:0 (H)    | 1:2 (A)       |
| 2004    | UEFA Intertoto Cup    | Finale                 | FC Schalke 04               | 1:3             | 1:2 (A)    | 0:1 (H)       |
| 2005    | UEFA Intertoto Cup    | 2. Runde               | Beitar Jerusalem            | 7:2             | 5:1 (H)    | 2:1 (A)       |
| 2005    | UEFA Intertoto Cup    | 3. Runde               | Roda JC Kerkrade            | (a)1:1(a)       | 0:0 (H)    | 1:1 (A)       |
| 2006/07 | UEFA Champions League | 3. Qualifikationsrunde | Spartak Moskau              | 1:2             | 0:0 (H)    | 1:2 (A)       |
| 2006/07 | UEFA-Pokal            | 1. Runde               | Roter Stern Belgrad         | 4:1             | 2:0 (H)    | 2:1 (A)       |
| 2006/07 | UEFA-Pokal            | Gruppenphase           | FC Sevilla                  | 0:0             | 0:0 (H)    |               |
| 2006/07 | UEFA-Pokal            | Gruppenphase           | Sporting Braga              | 0:4             | 0:4 (A)    |               |
| 2006/07 | UEFA-Pokal            | Gruppenphase           | Grasshopper Zürich          | 4:1             | 4:1 (H)    |               |
| 2006/07 | UEFA-Pokal            | Gruppenphase           | AZ Alkmaar                  | 2:2             | 2:2 (A)    |               |
| 2007    | UEFA Intertoto Cup    | 2. Runde               | Tobol Qostanai              | 1:3             | 1:1 (A)    | 0:2 (H)       |
| 2008/09 | UEFA-Pokal            | 2. Qualifikationsrunde | MŠK Žilina                  | 2:4             | 1:2 (H)    | 1:2 (A)       |
| 2009/10 | UEFA Europa League    | 3. Qualifikationsrunde | FC Vaduz                    | 3:0             | 1:0 (A)    | 2:0 (H)       |
| 2009/10 | UEFA Europa League    | Play-offs              | Dinamo Bukarest             | 3:3 (8:9 i. E.) | 03:0 (A) 1 | 0:3 n. V. (H) |
| 2012/13 | UEFA Champions League | 2. Qualifikationsrunde | Schachtjor Qaraghandy       | 2:1             | 1:0 (H)    | 1:1 n. V. (A) |
| 2012/13 | UEFA Champions League | 3. Qualifikationsrunde | CFR Cluj                    | 1:3             | 0:1 (A)    | 1:2 (H)       |
| 2012/13 | UEFA Europa League    | Play-offs              | Dnipro Dnipropetrowsk       | 4:6             | 2:2 (H)    | 2:4 (A)       |
| 2013/14 | UEFA Europa League    | 2. Qualifikationsrunde | Skonto Riga                 | (a)2:2(a)       | 1:2 (A)    | 1:0 (H)       |
| 2013/14 | UEFA Europa League    | 3. Qualifikationsrunde | FC Zürich                   | 4:2             | 2:1 (H)    | 2:1 (A)       |
| 2013/14 | UEFA Europa League    | Play-offs              | Udinese Calcio              | 4:2             | 3:1 (A)    | 1:1 (H)       |
| 2013/14 | UEFA Europa League    | Gruppenphase           | SC Freiburg                 | 3:4             | 2:2 (A)    | 1:2 (H)       |
| 2013/14 | UEFA Europa League    | Gruppenphase           | GD Estoril Praia            | 4:2             | 2:1 (H)    | 2:1 (A)       |
| 2013/14 | UEFA Europa League    | Gruppenphase           | FC Sevilla                  | 2:2             | 1:1 (H)    | 1:1 (A)       |
| 2013/14 | UEFA Europa League    | Sechzehntelfinale      | AZ Alkmaar                  | 1:2             | 0:1 (H)    | 1:1 (A)       |
| 2014/15 | UEFA Europa League    | 2. Qualifikationsrunde | MFK Košice                  | 4:0             | 1:0 (A)    | 3:0 (H)       |
| 2014/15 | UEFA Europa League    | 3. Qualifikationsrunde | Astra Giurgiu               | 2:6             | 0:3 (A)    | 2:3 (H)       |
| 2015/16 | UEFA Europa League    | 3. Qualifikationsrunde | Hapoel Ironi Kirjat Schmona | 5:1             | 2:1 (H)    | 3:0 (A)       |
| 2015/16 | UEFA Europa League    | Play-offs              | Hajduk Split                | 2:0             | 1:0 (H)    | 1:0 (A)       |
| 2015/16 | UEFA Europa League    | Gruppenphase           | Sporting Braga              | 1:3             | 0:1 (H)    | 1:2 (A)       |
| 2015/16 | UEFA Europa League    | Gruppenphase           | Olympique Marseille         | 3:4             | 1:0 (A)    | 2:4 (H)       |
| 2015/16 | UEFA Europa League    | Gruppenphase           | FC Groningen                | 2:1             | 1:1 (H)    | 1:0 (A)       |
| 2016/17 | UEFA Europa League    | 3. Qualifikationsrunde | FC Admira Wacker Mödling    | 4:1             | 2:1 (A)    | 2:0 (H)       |
| 2016/17 | UEFA Europa League    | Play-offs              | AEK Larnaka                 | 4:0             | 1:0 (A)    | 3:0 (H)       |
| 2016/17 | UEFA Europa League    | Gruppenphase           | Qarabağ Ağdam               | 5:2             | 2:2 (A)    | 3:0 (H)       |
| 2016/17 | UEFA Europa League    | Gruppenphase           | PAOK Thessaloniki           | 1:4             | 1:2 (H)    | 0:2 (A)       |
| 2016/17 | UEFA Europa League    | Gruppenphase           | AC Florenz                  | 1:6             | 1:3 (H)    | 0:3 (A)       |
| 2020/21 | UEFA Europa League    | 2. Qualifikationsrunde | FK Riteriai                 | 5:1             | 5:1 (A)    |               |
| 2020/21 | UEFA Europa League    | 3. Qualifikationsrunde | FCSB Bukarest               | 2:0             | 2:0 (A)    |               |
| 2020/21 | UEFA Europa League    | Play-offs              | APOEL Nikosia               | 1:0             | 1:0 (H)    |               |
| 2020/21 | UEFA Europa League    | Gruppenphase           | KAA Gent                    | 3:1             | 1:0 (H)    | 2:1 (A)       |
| 2020/21 | UEFA Europa League    | Gruppenphase           | FK Roter Stern Belgrad      | 1:5             | 1:5 (H)    | 0:0 (A)       |
| 2020/21 | UEFA Europa League    | Gruppenphase           | TSG 1899 Hoffenheim         | 0:7             | 0:5 (A)    | 0:2 (H)       |

Gesamtbilanz: 109 Spiele, 51 Siege, 22 Unentschieden, 36 Niederlagen, 152:128 Tore (Tordifferenz +24)

## Trainer
- Vlastimil Petržela (1992–1995)
- Ladislav Škorpil (1998–2004 & 2007–2009)
- Stanislav Griga (2004–2005)
- Vítězslav Lavička (2004–2007)
- Petr Rada (2010–2011)
- Jaroslav Šilhavý (2011–2014)
- David Vavruška (2014 & 2015)
- Samuel Slovák (2014)
- Jiří Kotrba (2014–2015)
- Josef Csaplár (2014–2015)
- Pavel Hoftych (2019–2021)
- Luboš Kozel (seit 2021)

## Spieler
- Martin Hašek (1992–1997, 2005)
- Ladislav Maier (1992–1998)
- Jiří Štajner (2000–2002)
- Václav Koloušek (2001–2002, 2003)
- Filip Hološko (2002–2005)
- Marek Čech (2004–2006)
- Bořek Dočkal (2008–2010)
- Theodor Gebre Selassie (2008–2012, seit 2021)
- Lukáš Vácha (2009–2012)